# Arara do Rio Branco
Arara do Aripuanã (Arara do Beiradão, Arara, Iugapkatã, Yugapkatã, Arára do Mato Grosso), pleme američkih Indijanaca sa sjevera brazilske države Mato Grosso na rijekama Rio Branco i Guariba na rezervatu Terra Indígena Arara do Rio Branco (općinne Colniza i Novo Aripuanã).  Populacija im iznosi 209 (2005.) Lovci, ribari, sakupljači i obrađivači tla (posijeci-i-spali; manioka, kukuruz, etc.). Prema SIL-u danas govore portugalski, a jezično su neklasificirani.
Terra Indígena Alegria

## Vanjske poveznice
- Arara do Rio Branco  Arhivirana inačica izvorne stranice od 3. lipnja 2008. (Wayback Machine)